# Eligmodontia typus
Eligmodontia typus es una especie de roedor de la familia Cricetidae. Eligmodontia typus es un conspicuo roedor endémico de Argentina, con una importante distribución desde Catamarca hasta Santa Cruz

## Distribución geográfica
Se encuentra en Argentina y Chile.